# Znàmenka (Khakàssia)
|  | Per a altres significats, vegeu «Znàmenka». |

Znàmenka (en rus: Знаменка) és un poble de la República de Khakàssia, a Rússia, que el 2011 tenia 1.475 habitants. Pertany al districte de Bograd.